# Verenigd Koninkrijk op het Eurovisiesongfestival 1984
Het Verenigd Koninkrijk deed in 1984 voor de zesentwintigste keer mee aan het Eurovisiesongfestival. De groep Belle & The Devotions was gekozen door de BBC om het land te vertegenwoordigen na een nationale finale.

## Nationale voorselectie
Onder de titel A Song for Europe 1984 hield het Verenigd Koninkrijk een nationale finale om de artiest en het lied te selecteren voor het Eurovisiesongfestival 1984. De nationale finale werd gehouden op 4 april 1984 en werd gepresenteerd door Terry Wogan.
De winnaar werd gekozen door acht regionale jury's.
| Volgorde | Lied                  | Componist                            | Artiest               | Punten | Plaats |
| -------- | --------------------- | ------------------------------------ | --------------------- | ------ | ------ |
| 01       | "Magical Music"       | Mike Finesilver                      | Caprice               | 60     | 6de    |
| 02       | "Look at Me Now"      | Jeremy Hall                          | Nina Shaw             | 78     | 3de    |
| 03       | "This Love is Deep"   | Steve Glen, Mike Burns & Nicky Chinn | Bryan Evans           | 53     | 8ste   |
| 04       | "Love Games"          | Paul Curtis & Graham Sacher          | Belle & The Devotions | 112    | 1ste   |
| 05       | "Where the Action Is" | Paul Curtis & Graham Sacher          | First Division        | 79     | 2de    |
| 06       | "Let it Shine"        | Paul Curtis                          | Miriam Anne Lesley    | 62     | 5de    |
| 07       | "Imagination"         | Tony Hiller & Paul Curtis            | Sinitta               | 77     | 4de    |
| 08       | "Stay in My Life"     | Hazell Dean & Mike Bradley           | Hazell Dean           | 55     | 7de    |

## In Luxemburg
In de Luxemburgse hoofdstad Luxemburg moest het Verenigd Koninkrijk aantreden als 6de, net na Noorwegen en voor Cyprus.
Op het einde van de puntentelling bleek dat ze op een zevende plaats waren geëindigd met 63 punten.
Van Nederland ontvingen ze vier punten en van België twee.

### Gekregen punten

#### Finale
| 12 punten | 10 punten             | 8 punten              | 7 punten                       | 6 punten                                         |
| --------- | --------------------- | --------------------- | ------------------------------ | ------------------------------------------------ |
|           | - Italië              | - Ierland - Noorwegen | - Duitsland                    | - Portugal                                       |
| 5 punten  | 4 punten              | 3 punten              | 2 punten                       | 1 punt                                           |
|           | - Finland - Nederland | - Spanje - Zweden     | - België - Cyprus - Oostenrijk | - Denemarken - Joegoslavië - Luxemburg - Turkije |

### Punten gegeven door Verenigd Koninkrijk

#### Finale
Punten gegeven in de finale:
| 12 punten | Denemarken  |
| 10 punten | Zwitserland |
| 8 punten  | Ierland     |
| 7 punten  | Zweden      |
| 6 punten  | Frankrijk   |
| 5 punten  | Turkije     |
| 4 punten  | Spanje      |
| 3 punten  | Joegoslavië |
| 2 punten  | Duitsland   |
| 1 punt    | Nederland   |

1957 · 1958 · 1959 · 1960 · 1961 · 1962 · 1963 · 1964 · 1965 · 1966 · 1967 · 1968 · 1969 · 1970 · 1971 · 1972 · 1973 · 1974 · 1975 · 1976 · 1977 · 1978 · 1979 · 1980 · 1981 · 1982 · 1983 · 1984 · 1985 · 1986 · 1987 · 1988 · 1989 · 1990 · 1991 · 1992 · 1993 · 1994 · 1995 · 1996 · 1997 · 1998 · 1999 · 2000 · 2001 · 2002 · 2003 · 2004 · 2005 · 2006 · 2007 · 2008 · 2009 · 2010 · 2011 · 2012 · 2013 · 2014 · 2015 · 2016 · 2017 · 2018 · 2019 · 2020 · 2021 · 2022 · 2023 · 2024 · 2025